# 케미컬 애브스트랙트 서비스

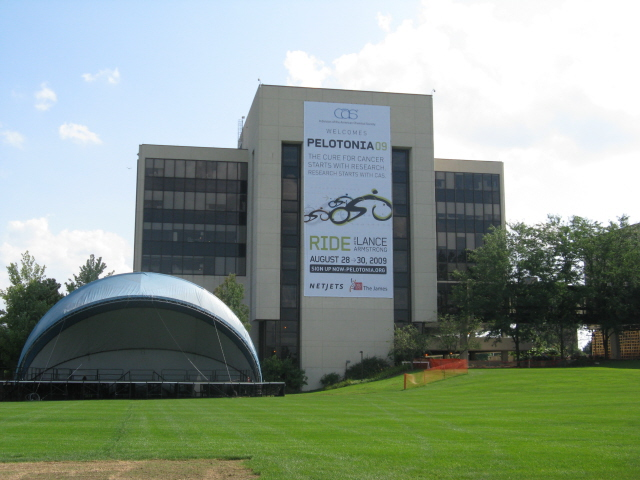
오하이오 주에 위치한 케미컬 애브스트랙트 서비스(CAS). 2009년.

케미컬 애브스트랙트 서비스(Chemical Abstracts Service, CAS)는 미국 화학 학회의 한 분파이자 세계적으로 주도적인 화학 정보의 원천이다. CAS는 미국 오하이오주 콜럼버스에 위치해 있다. 데이터베이스는 크게 CAplus와 레지스트리(Registry)로 나뉜다.

## 제품
- STN
- SciFinder
- CASSI

## 같이 보기
- CAS 등록번호